# Tachina refecta
Tachina refecta är en tvåvingeart som beskrevs av Walker 1853. Tachina refecta ingår i släktet Tachina och familjen parasitflugor. Inga underarter finns listade i Catalogue of Life.